# Lomento

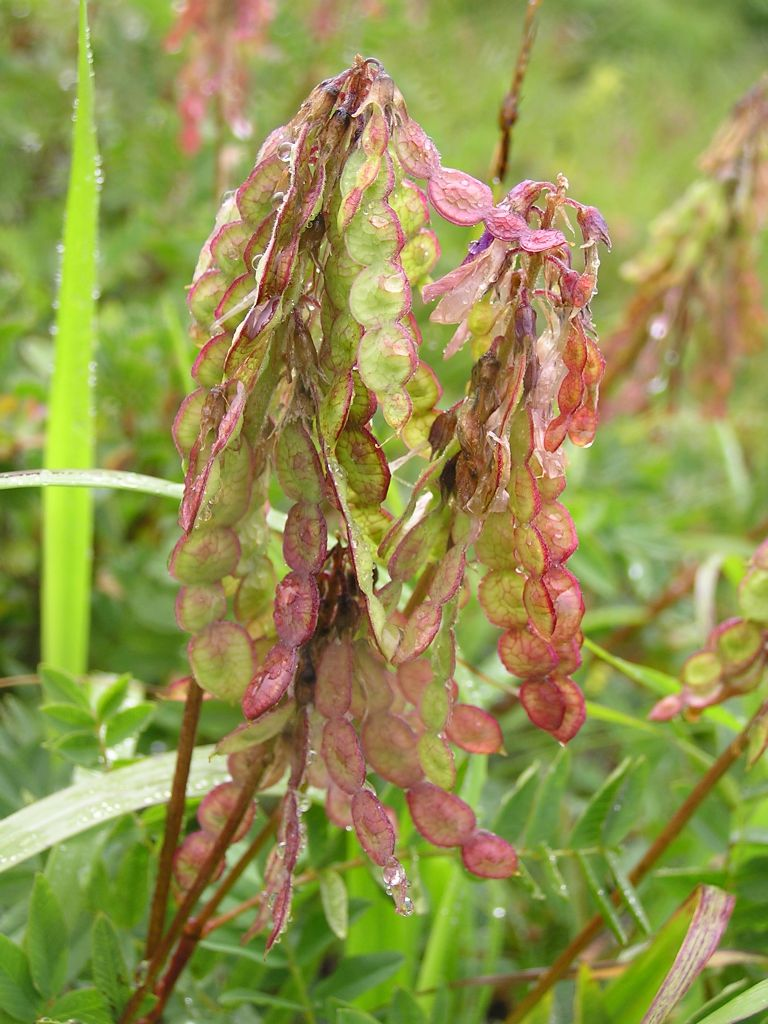
Lomentos de Hedysarum hedysaroides.

Lomento é um tipo de fruto indeiscente, morfologicamente similar a uma vagem, que apresenta constrições, correspondentes a septos ou estruturas internas similares, que levam a que o fruto quando maduro quebre nesses pontos em segmentos contendo uma única semente. Estes frutos são um tipo específico de esquizocarpo.

## Descrição
No lomento o fruto indeiscente é septado transversalmente de forma que na maturidade se desprendem segmentos unisseminados, como por exemplo na espécie Adesmia muricata.
Um «lomento drupáceo» é um tipo específico de lomento, septado e articulado no endocarpo, que forma segmentos indeiscentes, coriáceos ou ósseos, enquanto que o mesocarpo polposo e o epicarpo coreáceo ou papiráceo são contínuos. Este tipo de lomento é característico de plantas como Prosopis flexuosa e Prosopis caldenia.
Desmodium e Hedysarum são dois géneros que apresentam este tipo de fruto, mais frequente na tribo Hedysareae da família Fabaceae.